# Dżabbar Mahdijun
Sejjed Dżabbar Mahdijun (pers. سید جبار مهدیون) – irański zapaśnik w stylu wolnym. Złoto w mistrzostwach Azji w 1979, srebro w 1981. Dziewiąty na mistrzostwach świata w 1982 roku. Mistrz świata juniorów z 1971 roku.